# Cantamoixons (Torallola)
Cantamoixons és una partida rural constituïda en part per camps de conreu de secà del terme municipal de Conca de Dalt, a l'antic terme de Toralla i Serradell, al Pallars Jussà, en territori del poble de Torallola.
Està situada al sud-est de Torallola, a l'esquerra del barranc de Santa Cecília, al sud-oest de l'ermita de Santa Cecília. És a llevant de Comandolera, a ponent de la Costa de Matacabrits, al nord de la partida de Tallades, i a migdia de la Pista de Torallola.